# Kodavasal
Kodavasal là một thị xã panchayat của quận Thiruvarur thuộc bang Tamil Nadu, Ấn Độ.

## Nhân khẩu
Theo điều tra dân số năm 2001 của Ấn Độ, Kodavasal có dân số 13.247 người. Phái nam chiếm 49% tổng số dân và phái nữ chiếm 51%. Kodavasal có tỷ lệ 72% biết đọc biết viết, cao hơn tỷ lệ trung bình toàn quốc là 59,5%: tỷ lệ cho phái nam là 78%, và tỷ lệ cho phái nữ là 66%. Tại Kodavasal, 10% dân số nhỏ hơn 6 tuổi.